# Euryopis saukea
Euryopis saukea is een spinnensoort in de taxonomische indeling van de kogelspinnen (Theridiidae).
Het dier behoort tot het geslacht Euryopis. De wetenschappelijke naam van de soort werd voor het eerst geldig gepubliceerd in 1951 door Herbert Walter Levi.